# Missy Elliott
Melissa Arnette Elliott, spíše známá jako Missy Elliott (* 1. července 1971) je americká raperka, zpěvačka, textařka a hudební producentka. Je čtyřnásobnou držitelkou ceny Grammy. Jen v USA prodala 7,6 milionu alb a je jedinou raperkou jejíž šest alb získalo platinové ocenění.
Missy Elliott spolupracuje s mnoha umělci jako textařka a producentka, sama nebo se svým producentem a kamarádem Timbalandem. Mezi její nejznámější spolupráce patří ty s Aaliyah, Whitney Houston, Mariah Carey, Janet Jacksonovou, Destiny's Child, Ciarou, Mary J. Blige nebo Ruslanou.

## Hudební kariéra

### Začátky
V devadesátých letech Missy Elliott, La Shawn Shellman, Chonita Coleman, a Radiah Scott založili hudební skupinu Sista. Missy pak požádala svého kamaráda Timothyho Mosleye (Timbaland), aby se stal producentem skupiny a pomohl nahrát její první skladby. Po čase si skupiny Sista všiml producent a člen skupiny Jodeci jménem DeVante Swing, který pro ně sehnal v New Yorku kontrakt u nahrávací společnosti Elektra, pod kterou spadala i jeho společnost Swing Mob.
Právě DeVante přejmenoval Mosleyho na Timbaland a ten poté, co roku 1995 Swing Mob zanikl, spolu s Melvinem "Magoo" Barcliffem pokračoval ve společné práci s Missy Elliott. Věnovali se hlavně produkci, avšak poté, co dopomohli zpěvačce Aalyiah v roce 1996 k dvojité platině za album One In A Million, si vytvořili dostatečně zvučná jména pro sólovou dráhu.

## Diskografie

### Supa Dupa Fly
Během hostování a psaní textů vydala Missy Elliott v roce 1997 své debutové album Supa Dupa Fly, které obsahuje úspěšný singl The Rain (Supa Dupa Fly). Také v tomto roce vystoupila Missy na MTV Video Music Awards společně s Lil Kim v remixu písně Not Tonight.
V roce 1998 Missy pokračovala v úspěšné kariéře. Napsala a produkovala singl Trippin skupiny Total a taky spolupracovala i s jinými umělci. Ve stejném roce Missy produkovala a hostovala v debutovém singlu Melanie B, I Want You Back, který se dostal na první místo v britské hitparádě.

### Da Real World
Ačkoliv se její druhé album neslo v temnějším duchu než debut, bylo stejně úspěšné jako první (prodeje – 1,5 milionu kopii v USA, 3 miliony kopii celosvětově).
Album Da Real World zahrnuje singly All N My Grill, ve spolupráci s Nicole Wray a Big Boiem, remix Hot Boyz a She's a Bitch.

### Miss E… So Addictive
Své třetí album Miss E… So Addictive vydala v roce 2001. Obsahuje popové a urban hity One Minute Man, featuring Ludacris & Trina a Get Ur Freak On, stejně jako mezinárodní klubový hit 4 My People a méně komerčně úspěšný singl Take Away. Dvojité video Take Away/4 My People bylo vydáno na sklonku roku 2001, krátce po teroristických útocích 11. září a po smrti blízké přítelkyně Missy Elliott Aaliyah. Video k singlu Take Away obsahovalo obrazy a slova o Aaliyah, tahle pomalá balada byla věnována její památce. 4 My People se stal velmi populární v remixu Basement Jaxx v roce 2002.

### Under Construction
Na svém dalším albu se Missy Elliott a Timbaland zaměřili na Old School zvuk a používali četných citací Old school rapu a samplů, podobně jako tvořil Peter Piper z Run DMC nebo Double Dutch Bus z kapely Frankie Smith (využité ve skladbách Work It a Gossip Folks). Album obsahuje výše uvedené mezinárodní hity Work It a Gossip Folks. Gossip Folks se stal jedním z nejhranějším videí na stanicích MTV, MTV2, a BET. Album Under Construction je nejprodávanější ženské rapové album v historii s 2,2 miliony prodaných kopii v USA a 4,5 milionů celosvětově.
The New York Times nazval Under Construction nejlepším hip-hopovým albem roku.

### This Is Not A Test!
Album This Is Not A Test! vydala Missy Elliott rok po svém doposud nejúspěšnějším albu Under Construction. Z alba byly vydány singly Pass That Dutch a I'm Really Hot. Oba nebyly příliš úspěšné v hitparádách.
V roce 2003 spolupracovala s Wyclefem Jeanem na songu Party to Damascus a na Tush od Ghostface Killah. Také hrála sebe samu v tanečním filmu Honey, objevila se společně s Madonnou v reklamě společnosti GAP. V roce 2003 vystoupila společně s Madonnou, Britney Spears a Christinou Aguilerou na MTV Video Music Awards. V roce 2004 nahrála s Ciarou hit 1,2 Step.
V roce 2005 Missy Elliott uvedla na stanici UPN Network svou vlastní reality show The Road to Stardom with Missy Elliott.

### The Cookbook
Její šesté studiové album bylo vydáno v červenci 2005 a debutovalo na druhém místě hitparády Billboard Hot 200 Albums Chart. Prvním singlem alba byla skladba Lose Control s Ciarou a Fatman Scoopem, umístila se na třetí příčce hitparády Billboard Hot 100. Na albu se objevili hosté jako Mike Jones, M.I.A., Fantasia, Slick Rick, Pharrell Williams a Mary J. Blige. Video k Lose Control získalo šest nominací na MTV VMA 2005 a zvítězilo ve dvou kategoriích: nejlepší taneční video a nejlepší hip-hop video. Po VMA vydala Elliott singl Teary Eyed, ve kterém předvedla, že je i dobrá zpěvačka. V listopadu 2005 vyhrála cenu pro nejlepšího ženskou Hip-Hop umělkyni na American Music Awards a zremixovala L.O.V.E. od Ashlee Simpson.
V prosinci 2005 byla nominována na pět cen Grammy a rovněž na cenu Brit Awards.
Vydala song We Run This jako hlavní singl ze soundtracku k filmu Stick It.

### Respect M.E.
Respect M.E. je jejím prvním výběrem největších hitů. Byl vydán jenom v Evropě, Brazílii, Jižní Africe, Japonsku a Austrálii. Kolekce se stala jejím druhým Top 10 albem v Anglii a nejlepším umístěním v britských žebříčcích. V Anglii za 100 000 prodaných kopií album dostalo zlatou desku, celosvětově se desky prodalo půl milionu.

### Block Party
V lednu 2008 byl vydaný singl Ching-a-Ling jako hlavní singl ze soundtracku Step Up 2 the Streets. Na soundtracku je také skladba Shake Your Pom Pom produkovaná Timbalandem. Obě písně se mohou objevit na chystaném albu.
Best, Best první singl z alba se objevil na jejich webových stránkách 13. června 2008. Vydání alba je naplánováno na 9. září 2008.

### Jiná práce
Missy Elliott nahrála duet s ukrajinskou zpěvačkou Ruslanou s názvem The Girl That Rules. Hudebnice se objevila v písni Bad Girl skupiny Danity Kane z jejich alba Welcome to the Dollhouse. Spolupracovala na materiálu s umělci, jako byla Whitney Houston, Amy Winehouse, Ne-Yo, Michelle Williams a dalšími.

## Diskografie

### Studiová alba
| Rok  | Album                                                                                    | Nejvyšší umístění v hitparádě | Nejvyšší umístění v hitparádě | Nejvyšší umístění v hitparádě | Nejvyšší umístění v hitparádě | Certifikace                            |
| Rok  | Album                                                                                    | US 200                        | US Hip-Hop                    | US Rap                        | UK                            | Certifikace                            |
| ---- | ---------------------------------------------------------------------------------------- | ----------------------------- | ----------------------------- | ----------------------------- | ----------------------------- | -------------------------------------- |
| 1997 | Supa Dupa Fly - Vydáno: 15. července 1997 - Vydavatel: The Goldmind Inc., Elektra        | 3                             | 1                             | *                             | -                             | US: platinové UK: stříbrné             |
| 1999 | Da Real World - Vydáno: 22. června 1999 - Vydavatel: The Goldmind Inc., Elektra          | 10                            | 1                             | *                             | 40                            | US: platinové UK: stříbrné             |
| 2001 | Miss E… So Addictive - Vydáno: 15. května 2001 - Vydavatel: The Goldmind Inc., Elektra   | 2                             | 1                             | *                             | 10                            | US: platinové UK: zlaté CAN: platinové |
| 2002 | Under Construction - Vydáno: 12. listopadu 2002 - Vydavatel: The Goldmind Inc., Elektra  | 3                             | 2                             | *                             | 23                            | US: 2x platinové UK: zlaté             |
| 2003 | This Is Not A Test! - Vydáno: 25. listopadu 2003 - Vydavatel: The Goldmind Inc., Elektra | 13                            | 3                             | *                             | 49                            | US: platinové UK: zlaté CAN: zlaté     |
| 2005 | The Cookbook - Vydáno: 5. července 2005 - Vydavatel: The Goldmind Inc., Atlantic         | 2                             | 2                             | 1                             | 33                            | US: zlaté                              |
| 2011 | Block Party - Vydá: TBA 2011 - Vydavatel: The Goldmind Inc., Atlantic                    | TBA                           | TBA                           | TBA                           | TBA                           | US: TBA                                |

### Kompilace
- 2006 - Respect M.E.

### Singly
| Year | Single                                                     | Chart positions | Chart positions | Chart positions | Chart positions | Chart positions | Chart positions | Chart positions | Chart positions | Chart positions | Chart positions | Chart positions | Album                      |
| Year | Single                                                     | U.S.            | U.S. R&B        | U.S. Rap        | UK              | AUS             | NZ              | GER             | SWI             | FRA             | SWE             | NL              | Album                      |
| ---- | ---------------------------------------------------------- | --------------- | --------------- | --------------- | --------------- | --------------- | --------------- | --------------- | --------------- | --------------- | --------------- | --------------- | -------------------------- |
| 1997 | "The Rain (Supa Dupa Fly)"                                 | 51              | 6               | 1               | 16              | —               | 18              | —               | —               | —               | —               | 27              | Supa Dupa Fly              |
| 1997 | "Sock It 2 Me" (featuring Da Brat)                         | 12              | 4               | —               | 33              | —               | 11              | 41              | —               | —               | 59              | 56              | Supa Dupa Fly              |
| 1998 | "Beep Me 911" (featuring 702 & Magoo)                      | —               | 13              | —               | 14              | —               | —               | —               | —               | —               | —               | —               | Supa Dupa Fly              |
| 1998 | "Hit Em Wit Da Hee" (featuring Lil Kim, Timbaland & Mocha) | —               | 61              | —               | 25              | —               | —               | 63              | —               | —               | —               | —               | Supa Dupa Fly              |
| 1999 | "She's a Bitch"                                            | 90              | 30              | 19              | —               | 70              | 26              | 84              | —               | —               | —               | —               | Da Real World              |
| 1999 | "All N My Grill" (featuring Nicole Wray & Big Boi)         | 64              | 16              | —               | 20              | —               | —               | 22              | 23              | 16              | 39              | 86              | Da Real World              |
| 1999 | "Hot Boyz" (featuring Lil' Mo, Nas, Eve a Q-Tip)           | 5               | 1               | 1               | 18              | —               | —               | 52              | —               | 78              | —               | —               | Da Real World              |
| 2001 | "Get Ur Freak On"                                          | 7               | 3               | 7               | 4               | 44              | 7               | 38              | 16              | 39              | 22              | 9               | Miss E ...So Addictive     |
| 2001 | "Lick Shots"                                               | —               | 63              | 25              | —               | —               | —               | —               | —               | —               | —               | —               | Miss E ...So Addictive     |
| 2001 | "One Minute Man" (featuring Ludacris & Trina)              | 15              | 8               | —               | 10              | 91              | —               | 38              | 92              | 31              | 26              | 41              | Miss E ...So Addictive     |
| 2001 | "Take Away" (featuring Ginuwine a Tweet)                   | 45              | 13              | —               | —               | —               | —               | 96              | —               | —               | —               | —               | Miss E ...So Addictive     |
| 2001 | "4 My People" (featuring Eve)                              | —               | —               | —               | 5               | 20              | —               | 21              | 40              | 37              | 19              | 2               | Miss E ...So Addictive     |
| 2002 | "Work It (Missy Elliott)"                                  | 2               | 1               | 1               | 6               | 6               | 3               | 32              | 14              | 60              | 15              | 12              | Under Construction         |
| 2002 | "Gossip Folks" (featuring Ludacris)                        | 8               | 5               | 2               | 9               | 22              | —               | 28              | 50              | —               | 24              | 50              | Under Construction         |
| 2003 | "Back in the Day" (featuring Jay-Z a Tweet)                | —               | 86              | —               | —               | —               | —               | —               | —               | —               | —               | —               | Under Construction         |
| 2003 | "Pussycat"                                                 | 77              | 26              | 15              | —               | —               | —               | —               | —               | —               | —               | —               | Under Construction         |
| 2003 | "Pass That Dutch"                                          | 27              | 17              | 9               | 10              | 26              | —               | 55              | 31              | —               | 49              | 39              | This Is Not a Test!        |
| 2004 | "I'm Really Hot"                                           | 59              | 26              | 18              | 22              | 35              | 25              | —               | 73              | —               | —               | —               | This Is Not a Test!        |
| 2005 | "Lose Control" (featuring Ciara a Fatman Scoop)            | 3               | 6               | 3               | 7               | 7               | 2               | 25              | 21              | —               | 43              | 24              | The Cookbook               |
| 2005 | "Teary Eyed"                                               | —               | —               | —               | 47              | 38              | —               | 64              | 38              | —               | —               | —               | The Cookbook               |
| 2006 | "We Run This"                                              | 48              | —               | —               | 38              | 23              | —               | 73              | —               | —               | —               | —               | The Cookbook               |
| 2008 | "Ching-a-Ling"                                             | 60              | 28              | 11              | —               | —               | 24              | 89              | —               | —               | —               | 97              | Step Up 2: The Streets OST |
| 2008 | "Best, Best"                                               | —               | 94              | —               | —               | —               | —               | —               | —               | —               | —               | —               | Block Party                |

## Filmografie
- Family Matters (1997) (hrála sebe)
- The Wayans Bros.(1998) (hrála sebe)
- Pootie Tang (2001)
- Honey (2003) (hrála sebe)
- Fade to Black (2003) (dokumentární)
- Příběh Žraloka (2004) (hlas)
- Just for Kicks (2005) (dokumentární)
- Cribs (2005) (hrála sebe)